# Curruca de Hatutu de las Marquesas
La curruca de Hatutu de las Marquesas (Acrocephalus percernis postremus), también llamada curruca polinesia de Hatutu o curruca polinesia de pico largo, es una subespecie de la curruca de cañaveral de las Marquesas del norte. Esta subespecie es endémica de la isla de Hatutu y es una de las principales especies reproductoras en la Reserva Natural de Hatutu.